# Argulus nativus
Argulus nativus is een visluizensoort uit de familie van de Argulidae. De wetenschappelijke naam van de soort is voor het eerst geldig gepubliceerd in 1959 door Kirtisinghe.